# 下米野町
下米野町（しもこめのちょう）は、愛知県名古屋市中村区の地名。現行行政地名は下米野町1丁目から下米野町3丁目。住居表示未実施。

## 地理
名古屋市中村区の南東部に位置する。東に平池町、北東に太閤、西に長戸井町、北西に深川町、北に大正町、南に中川区百船町に接する。

## 歴史

### 年表
- 1941年（昭和16年）1月1日 - 中村区米野町の一部により、同区下米野町として成立[2]。字の対照は以下の通り[3]。
  - 下米野町1丁目：米野町字北田面・字下平池裏・字村内・字向野・字八反地の各一部
  - 下米野町2丁目：米野町字村内・字北田面・字六ノ内の各一部
  - 下米野町3丁目：米野町字村内・字金山・字六ノ内・字向野の各一部

## 世帯数と人口
2019年（平成31年）2月1日現在の世帯数と人口は以下の通りである。
| 町丁     | 世帯数  | 人口  |
| -------- | ------- | ----- |
| 下米野町 | 276世帯 | 495人 |

## 学区
市立小・中学校に通う場合、学校等は以下の通りとなる。また、公立高等学校に通う場合の学区は以下の通りとなる。
| 番・番地等 | 小学校               | 中学校               | 高等学校 |
| ---------- | -------------------- | -------------------- | -------- |
| 全域       | 名古屋市立米野小学校 | 名古屋市立黄金中学校 | 尾張学区 |

## 交通

### 鉄道
- 近畿日本鉄道 E 名古屋線
  - 米野駅 - 所在地は平池町であるが、ホームの一部が下米野町内にある。

## 施設
- 東海旅客鉄道名古屋車両区[1]
- 向野橋[1]
- 円福寺[4]
- 長松寺
- 学校法人筧学園 わかくさ幼稚園
- 筧家住宅（筧能楽道場）

- わかくさ幼稚園

## 著名な人物
- 筧鉱一（能楽師）

## その他

### 日本郵便
- 郵便番号 : 453-0802[WEB 3]（集配局：中村郵便局[WEB 8]）。

### WEB
1. ↑  “愛知県名古屋市中村区の町丁・字一覧”.   人口統計ラボ. 2019年3月3日閲覧。
2. 1 2  “町・丁目(大字)別、年齢(10歳階級)別公簿人口(全市・区別)”.   名古屋市 (2019年2月20日). 2019年2月20日閲覧。
3. 1 2  “郵便番号”.  日本郵便. 2019年2月10日閲覧。
4. ↑  “市外局番の一覧”.   総務省. 2019年1月6日閲覧。
5. ↑  “中村区の町名一覧”.   名古屋市 (2017年6月1日). 2019年2月28日閲覧。
6. ↑  “市立小・中学校の通学区域一覧”.   名古屋市 (2018年11月10日). 2019年1月14日閲覧。
7. ↑  “平成29年度以降の愛知県公立高等学校（全日制課程）入学者選抜における通学区域並びに群及びグループ分け案について”.   愛知県教育委員会 (2015年2月16日). 2019年1月14日閲覧。
8. ↑  郵便番号簿 平成29年度版 - 日本郵便. 2019年02月26日閲覧 (PDF)

### 書籍
1. 1 2 3  角川書店 1992, p. 260.
2. ↑  角川書店 1992, p. 769.
3. ↑  中村区制施行50周年記念事業実行委員会記念誌編集委員会 1987, p. 438.

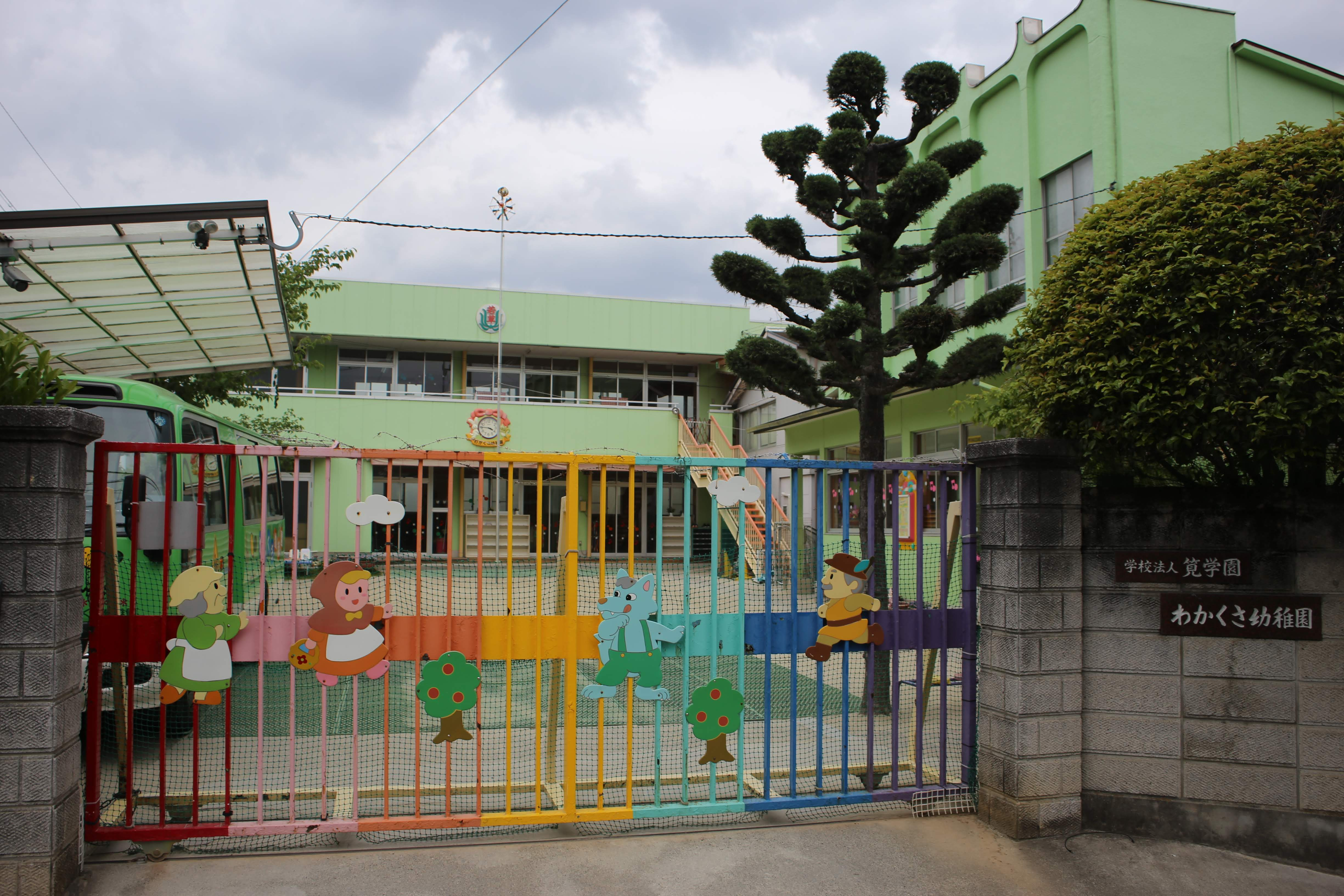
わかくさ幼稚園

4. ↑  中村区制施行50周年記念事業実行委員会記念誌編集委員会 1987, p. 309.